# Podoctinus willeyi
Podoctinus willeyi – gatunek kosarza z podrzędu Laniatores i rodziny Podoctidae. Jedyny znany przedstawiciel monotypowego rodzaju Podoctinus.

## Występowanie
Gatunek jest endemiczny dla Nowej Brytanii.